# Печиво з арахісовим маслом
Печиво з арахісовим маслом — це різновид печива, який відрізняється тим, що основним інгредієнтом є арахісове масло. Печиво виникло в Сполучених Штатах, його розвиток сягає 1910-х років.

## Історія
Джордж Вашингтон Карвер (1864—1943), американський сільськогосподарський педагог з Інституту Таскігі в Алабамі, був найвідомішим пропагандистом арахісу як заміни бавовнику, який сильно постраждав від довгоносика. Він зібрав 105 рецептів приготування арахісу з різних кулінарних книг, сільськогосподарських бюлетенів та інших джерел. У своєму дослідницькому бюлетені 1925 року під назвою «Як виростити арахіс і 105 способів його приготування для споживання людиною» він включив три рецепти арахісового печива, у якому використовувався подрібнений або подрібнений арахіс.
Лише на початку 1930-х років арахісове масло було включено до складу печива.

## Пресування вилок і візерунок

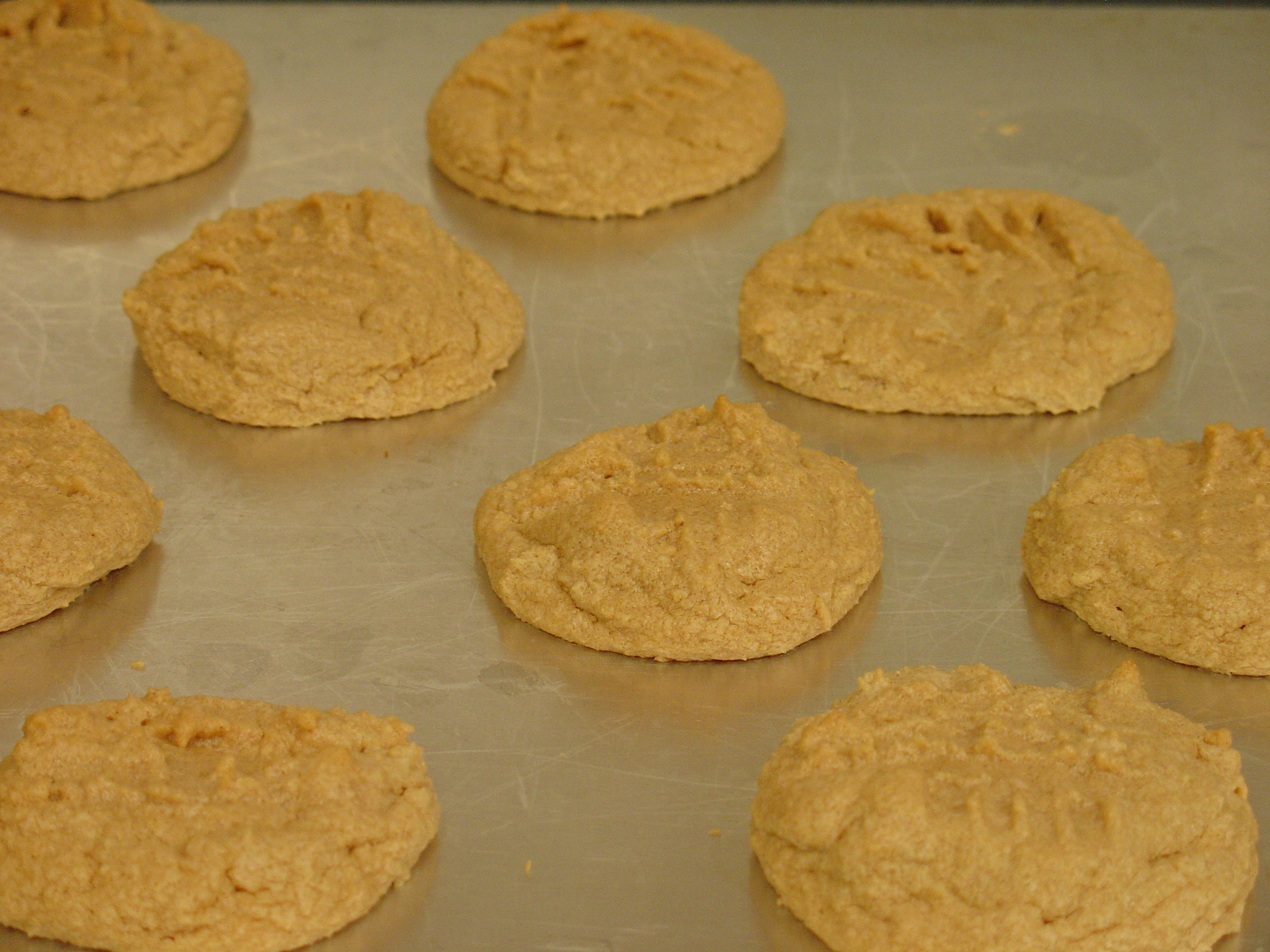
Печиво з арахісовим маслом на деко

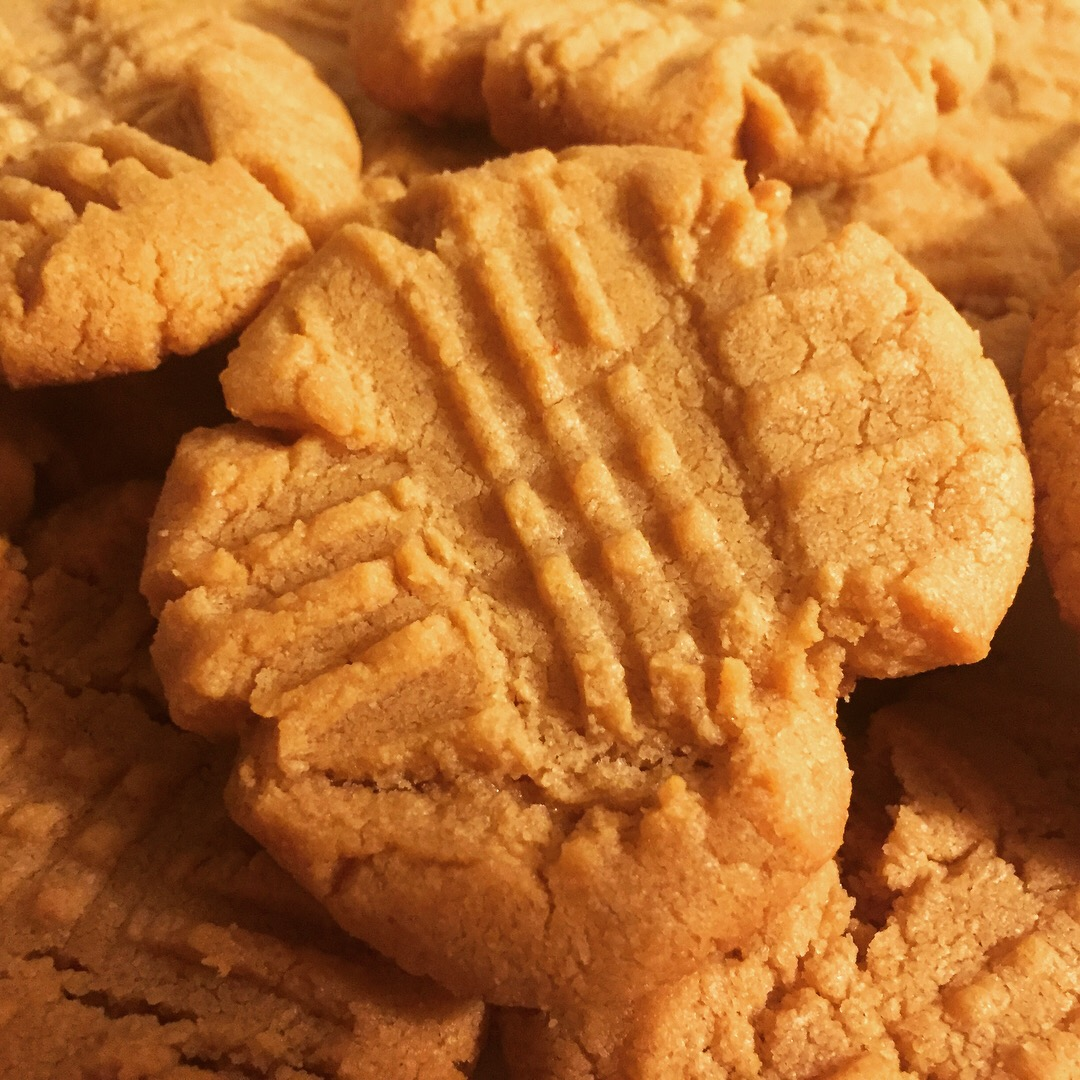
Печиво з нарізаним виделкою арахісовим маслом

Перше печиво з арахісовим маслом або тонко розкочували та нарізали у формі, або скидали та робили кульки; вони не мали слідів від вилок. Перше згадування про знамениті мітки-хрестики, створені зубцями вил, було опубліковано в газеті Schenectady Gazette 1 липня 1932 року. У рецепті печива з арахісовим маслом говориться: «Надайте форму кулькам і, поклавши їх на деко, притисніть кожну виделкою спочатку в один бік, а потім в інший, щоб вони виглядали як квадратики на вафлях».
Pillsbury, один із великих виробників борошна, популяризував використання виделки в 1930-х роках. Рецепт «Кульки з арахісовим маслом» у виданні Pillsbury's Balanced Recipes 1933 року вказував кухарю натискати печиво за допомогою зубців виделки. Однак ці ранні рецепти не пояснюють, чому дається порада використовувати вилку. Причина в тому, що тісто для печива з арахісовим маслом щільне, і без пресування кожне печиво не приготується рівномірно. Використання виделки для натискання на тісто є зручним інструментом; пекарі також можуть використовувати лопатку для печива (лопатку).